# Rovečné
Rovečné (en allemand : Rowetschin) est une commune du district de Žďár nad Sázavou, dans la région de Vysočina, en République tchèque. Sa population s'élevait à 622 habitants en 2020.

## Géographie
Rovečné se trouve à 9,5 km au nord-est de Bystřice nad Pernštejnem, à 30,5 km à l'est de Žďár nad Sázavou, à 59 km au nord-est de Jihlava et à 150 km au sud-est de Prague.

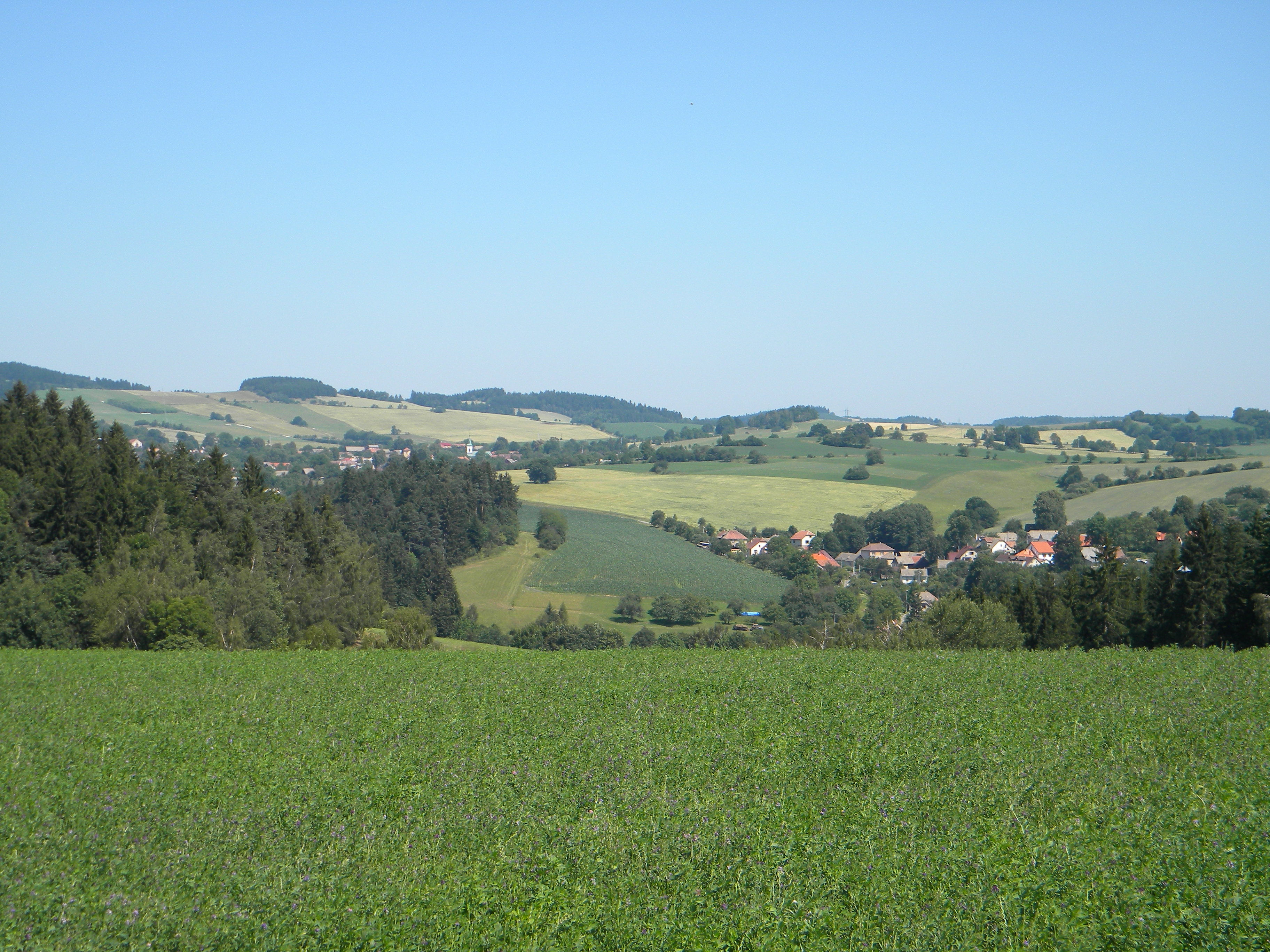
Rovečné : vue générale.

La commune est limitée par Nyklovice et Bystré au nord, par Trpín et Velké Tresné à l'est, par Olešnice et Lhota u Olešnice au sud, et par Věstín, Chlum-Korouhvice et Sulkovec à l'ouest.

## Histoire
La première mention écrite de la localité date de 1335.

## Administration
La commune se compose de deux quartiers :
- Malé Tresné
- Rovečné

## Transports
Par la route, Rovečné se trouve à 13 km de Bystřice nad Pernštejnem, à 38,5 km de Žďár nad Sázavou, à 75 km de Jihlava et à 190 km de Prague.